# انسان‌شناسی روان‌شناختی
انسان‌شناسی روان‌شناختی (به انگلیسی: Psychological anthropology) یک شاخه میان‌رشته‌ای از انسان‌شناسی می‌باشد که به بررسی تعاملات فرهنگی و روانی می‌پردازد. در این رشته نحوه فرهنگی شدن افراد در بطن یک گروه واجد سنن، زبان و تاریخ مشخص و تأثیر آن بر روی فرایندهای شناختی، ادراکی، احساسی و انگیزشی مورد مطالعه واقع می‌گردد.